# Nurses' Health Study
O Nurses' Health Study é uma série de estudos prospectivos que examinam a epidemiologia e os efeitos a longo prazo da nutrição, hormonas, meio ambiente e vida profissional dos enfermeiros na saúde e no desenvolvimento de doenças. Os estudos estão entre as maiores investigações sobre factores de risco para as principais doenças crónicas já realizadas. O Nurses' Health Studies levaram a muitas perspectivas sobre saúde e bem-estar, incluindo prevenção do cancro, doenças cardiovasculares e diabetes tipo 2. Eles incluíram médicos, epidemiologistas e técnicos de estatísticas no Laboratório Channing (de Brigham and Women's Hospital), Harvard Medical School, Harvard School of Public Health e vários hospitais afiliados a Harvard, incluindo Brigham and Women's Hospital, Dana – Farber Cancer Institute, Hospital Infantil de Boston e Centro Médico Beth Israel Deaconess.